# Microloxia virideciliata
Microloxia virideciliata là một loài bướm đêm trong họ Geometridae.